# Ene Ergma
Ene Ergma, estonska astronomka in političarka, * 29. februar 1944, Rakvere.
Je članica Riigikogu (estonskega parlamenta), in znanstvenica. Bila je članica združenih člank Pro Patria in Res Publica, pred njuno združitvijo članica stranke Res Publica. 1. junija 2016 je Ergma sporočila javnosti, da izstopa iz stranke, ker je s premikom v populistično smer stranka izgubila svojo podobo.

## Izobrazba in znanstvena kariera
Ergma je prejela diplomo cum laude v astronomiji in doktorat s področja fizike in matematike na Državni univerzi Lomonosova v Moskvi ter diplomo DSc Instituta za vesoljske raziskave,  Pred vstopom v politiko je delala kot profesorica astronomije na Univerzi v Tartuju (od 1988). Leta 1994 je bila izvoljena za članico Estonske akademije znanosti. Večji del svojih raziskav se je ukvarjala z razvojem kompaktnih objektov (kot so bele pritlikavke in nevtronske zvezde) in tudi z izbruhi žarkov gama.

## Politična kariera
Od marca 2003 do marca 2006 je bila Ergma predsednica Riigikogu. Od marca 2006 do aprila 2007 je bila druga podpredsednica Riigikogu. 2. aprila 2007 sso jo ponovno izvolili na mesto predsednica Riigikogu, ki ga je obdržala do marca 2014.
Ergma je bila 28. avgusta 2006 edini kandidat v prve krogu predsedniških volitev. Dobila je 65 glasov, 3 manj od za izvolitev potrebnih dveh tretjin.
Skupaj z Volli Kalm in Birute Klaas je kandidirala za mesto predsednice Univerze v Tartuju, vendar ni bila izvoljena.
Vodi odbor za vesoljske raziskave v Riigikogu.